# Gay's the Word

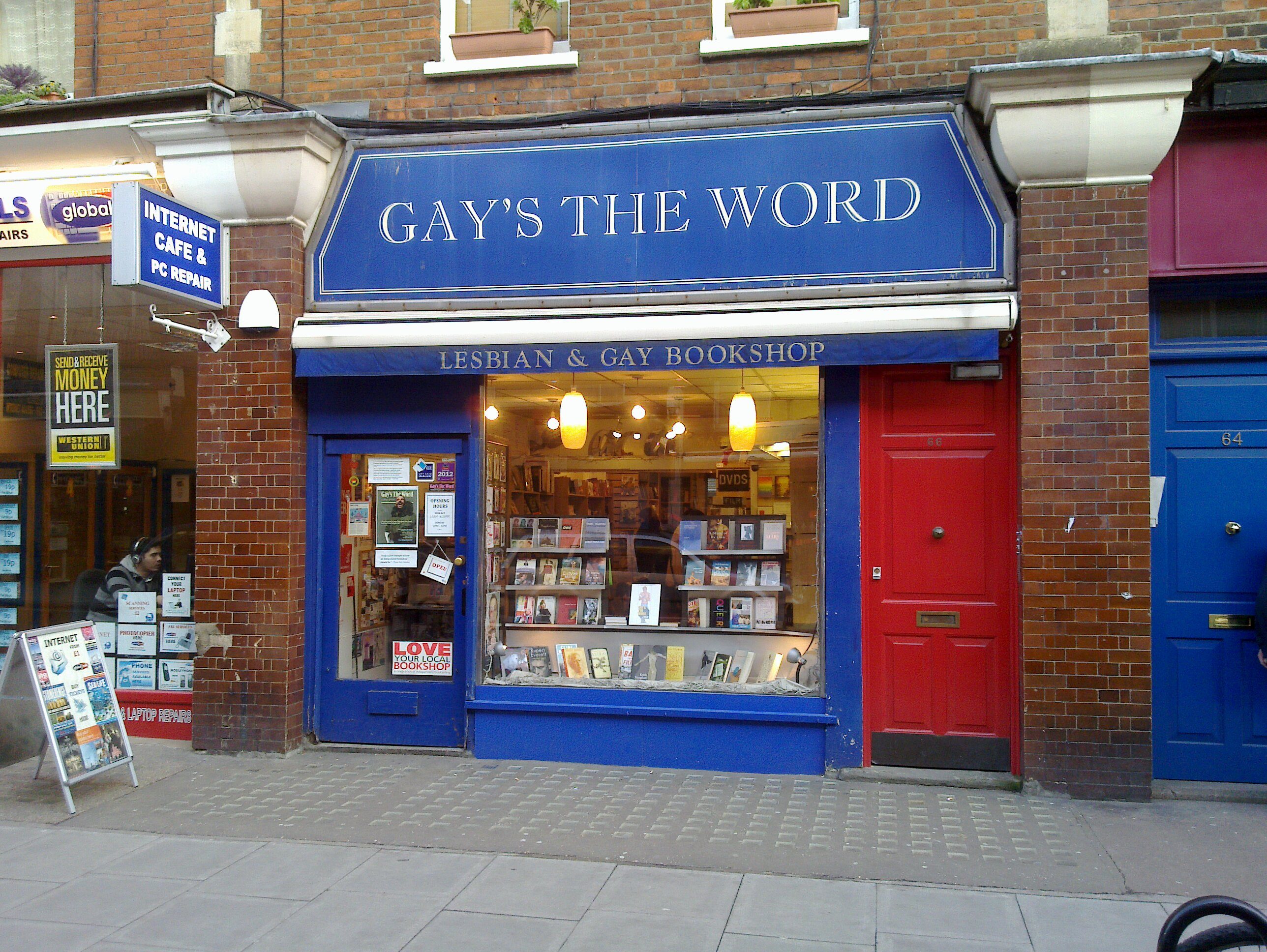

Gay's the Word è l'unica libreria a vendere libri esclusivamente a tematica LGBT nel Regno Unito. La libreria, fondata dall'associazione Gay Icebreakers, si trova al numero 66 di Marchmont Street, Bloomsbury, Londra.
Il negozio ha ospitato incontri e letture con importanti autori del genere, tra cui Allen Ginsberg, Edmund White, David Leavitt, Armistead Maupin e Alan Hollinghurst.
Nel 1984 e 1985 Gay's the Word è stato il quartier generale dell'associazione Lesbians and Gays Support the Miners. La storia del gruppo è narrata nel film di Matthew Warchus Pride (2014), che ha usato il negozio come set per alcune scene del film. Nel 2017 è stata affissa una targa blu per onorare la memoria dell'attivista Mark Ashton.